# Штокхајм (Доња Франконија)
Штокхајм (њем. Stockheim) град је у њемачкој савезној држави Баварска. Једно је од 37 општинских средишта округа Рен-Грабфелд. Према процјени из 2010. у граду је живјело 1.136 становника. Посједује регионалну шифру (AGS) 9673170.

## Географски и демографски подаци
Штокхајм се налази у савезној држави Баварска у округу Рен-Грабфелд. Град се налази на надморској висини од 284 метра. Површина општине износи 19,9 km². У самом граду је, према процјени из 2010. године, живјело 1.136 становника. Просјечна густина становништва износи 57 становника/km².

## Међународна сарадња
| Мјесто | Држава | Врста сарадње | Од    |
| ------ | ------ | ------------- | ----- |
|        | Чешка  | партнерство   | 1996. |
| Извор  |        |               |       |